# Fallen Angels (canción de Black Veil Brides)
«Fallen Angels» —en español: «Ángeles caídos»— es una canción interpretada por la banda Black Veil Brides. Fue lanzada como primer sencillo de su segundo álbum de estudio Set The World On Fire. Fue lanzado en Reino Unido el 1 de mayo de 2011 y el 10 de mayo del mismo año en Estados Unidos.

## Composición
Andy, vocalista de la banda, escribió la canción basándose en los ángeles caídos de la Biblia, que fue introducido por primera vez por el artista Richard Villa III, que se describe como muy basado en historias bíblicas. Luego escribió la canción sobre cómo se podría equiparar la historia de sus vidas.

## Vídeo musical

### Grabación
El vídeo musical de la canción Carolyn va a ser lanzado, pero después de que la banda se cambiara a un sello mayor, empezaron a trabajar en su segundo álbum y no había tiempo de hacerlo. La banda se trasladó para grabar el vídeo mientras estaba de gira, y el proceso de grabación fue muy rápido.
El vídeo de Fallen Angels fue grabado en abril de 2011 y fue liberado el 23 de mayo de 2011, y fue dirigido por Nathan Cox.

### Trama
El vídeo comienza mostrando la Tierra desde el espacio al mismo tiempo cayendo meteoritos en ella. Los meteoritos golpean el suelo de una ciudad destruida mientras Jake Pitts, el guitarrista, hace su aparición saliendo de una fosa en la tierra, más tarde aparece Christian Coma, el baterista, poco después la banda se encuentra tocando la canción en medio de la destrucción, luego aparece Jinxx, el segundo guitarrista, después llega al mismo lugar de la destrucción el bajista de la banda, Ashley Purdy, conduciendo una moto y atravesando una columna de humo y escombros. Antes de que comience a sonar el coro, aparece Andy Biersack, el vocalista, y entonces todos los miembros de la banda se juntan sobre una montaña de escombros, y entonces el coro comienza y la banda sigue tocando la canción mientras detrás de ellos siguen cayendo meteoritos y destruyendo lo que queda de ciudad, así continúa el vídeo hasta que en la segunda vez que interpretan el coro, de las fosas que quedaron por el impacto de los meteoritos empiezan a salir otras personas, con maquillaje gótico muy similar al de la banda, y entre ellos, una chica, que lleva unas alas, así empiezan a llegar más de estas personas que hacen un círculo alrededor de la banda mientras tocan y ellos gritan repitiendo lo anterior que Andy dice: We scream! We shout!. Así, finalmente termina la canción haciendo un zoom a todos los miembros de la banda y posteriormente mostrándolos a todos juntos otra vez sobre la montaña de escombros.

## Personal
La canción fue grabada con el siguiente personal:
Black Veil Brides
- Andy Biersack - voz
- Jinxx - guitarra rítmica
- Jake Pitts - guitarra
- Christian "CC" Coma - batería
- Ashley Purdy - bajo